# مغامرات بيبي فوك
مغامرات بيبي فوك مسلسل رسوم متحركة فرنسي عرض لأول مره في 3 أكتوبر 1985 واستمر عرضه حتى 23 ديسمبر 1986 . يتكون المسلسل من 52 حلقة وتم دبلجته المسلسل باللغة العربية بواسطة أستديوهات فيلملي في بيروت - لبنان.

## روابط خارجية
- مغامرات بيبي فوك على موقع IMDb (الإنجليزية)
- مغامرات بيبي فوك على موقع فيلمافينيتي (الإسبانية)
- مغامرات بيبي فوك على موقع ألو سيني (الفرنسية)
- مغامرات بيبي فوك على موقع قاعدة بيانات الفيلم (الإنجليزية)
- "Fiche de Bibifoc". planete-jeunesse.com. مؤرشف من الأصل في 2019-05-25.
- "Bibifoc - Générique audio". Coucou Circus. مؤرشف من الأصل في 2017-10-26. {{استشهاد ويب}}: روابط خارجية في |موقع= (مساعدة)
- "Bibifoc - Générique vidéo". Dailymotion. مؤرشف من الأصل في 2016-03-03. {{استشهاد ويب}}: روابط خارجية في |موقع= (مساعدة)